# Avevano spento anche la luna
Avevano spento anche la luna è un romanzo della scrittrice statunitense di origini lituane Ruta Sepetys che parla della deportazione in un gulag sovietico della quindicenne Lina.

## Trama
Quando i sovietici irrompono nella sua casa il 14 giugno 1941, la quindicenne lituana Lina, il fratello Jonas e la madre Elena hanno appena il tempo di riempire delle borse con una manciata di averi prima di essere buttati, prima su un camion, poi su un treno, che li condurrà con un viaggio di molte settimane in un villaggio siberiano nella regione dei monti Altaj. Denutriti, costretti a lavorare e vivere in condizioni pessime, a un passo dalla morte, riescono tuttavia a ritrovare piccoli conforti, come festeggiare il Natale tutti riuniti o tentare di contattare il loro padre, anch'egli deportato, mantenendo comunque (a differenza di altri loro connazionali) una certa dignità, ad esempio rifiutandosi di firmare la loro condanna a venticinque anni di lavori forzati. 
Lina poi si innamora di un ragazzo: Andrius Arvydas, anche se il loro rapporto vede spesso brutti momenti. Improvvisamente però Lina e la sua famiglia vengono strappati assieme ad altri dal campo di lavoro e deportati a Trofimovsk, sulle sponde del Mar Glaciale Artico. La famiglia viene così separata da molti amici, tra i quali Andrius. All'estremo Nord si rivela l'estrema fragilità dell'uomo: come foglie che cadono, molti cominciano a morire di fatica e di freddo. Si scopre che il padre di Lina è morto in prigione. Muore Elena e Jonas ripiomba in una crisi di scorbuto. Ogni speranza sembra spegnersi e tutto diventa più fiacco, più nero per Lina. Ma la bufera si esaurisce e arriva un medico, Samodurov, che gira i campi di lavoro siberiani, in tempo per salvare migliaia di persone. Li aveva trovati solo grazie ad un soldato che di fronte a tutta la crudeltà compiuta aveva, all'ultimo, reagito.
La storia, scritta tramite disegni e pagine di diari della ragazza, venne abbandonata in una scatola di latta sotterrata, ritrovata decenni dopo durante gli scavi di un'abitazione.